# Landesverband Jüdischer Gemeinden und Einrichtungen in Sachsen
Der Landesverband Jüdischer Gemeinden und Einrichtungen in Sachsen e.V. wurde 2021 gegründet und ist ein auf Vereinsbasis organisierter Zusammenschluss jüdischer Gemeinden und Einrichtungen im Freistaat Sachsen. Er repräsentiert vor allem neuere jüdische Gruppen in der Region, darunter zahlreiche Zugewanderte aus Israel, den Vereinigten Staaten und der ehemaligen Sowjetunion.
Er hat das Ziel, die kulturellen und religiösen Interessen neuerer Gemeinden zu vertreten und die Sicherheit jüdischer Einrichtungen angesichts der zunehmenden antisemitischen Bedrohungen in Deutschland zu gewährleisten.
Der Verband umfasst mehrere jüdische Gemeinden in Sachsen, die in den letzten Jahren durch Zuwanderung stark gewachsen sind. Diese Gemeinden pflegen religiöse Traditionen, bieten Bildungsprogramme an und arbeiten eng mit den lokalen Behörden zusammen, um ihre Sicherheit und den Erhalt der jüdischen Kultur zu gewährleisten.
Zu den führenden Rabbinern, die mit dem Landesverband zusammenarbeiten, zählen Akiva Weingarten, der sich "liberaler Landesrabbiner von Sachsen" nennt und Esther Jonas-Märtin aus Leipzig, die vereinsintern als "Masorti-Landesrabbinerin" geführt wird. In einer Mitteilung der Organisation wurde Shneor Havlin vom Zentrum Chabad Lubawitsch Sachsen mit Sitz in Dresden als "orthodoxer Landesrabbiner" bezeichnet. Havlin hat das öffentlich zurückgewiesen. Er ist Mitglied in der Orthodoxen Rabbinerkonferenz Deutschland (ORD). Alle Rabbiner setzen sich für den interreligiösen Dialog und die Bewahrung der jüdischen Identität in Sachsen ein.
In Zusammenarbeit mit den lokalen Behörden und der Polizei setzt sich der Landesverband intensiv für den Schutz jüdischer Einrichtungen ein. Angesichts der wachsenden antisemitischen Bedrohungen verstärkt der Verband Sicherheitsvorkehrungen und fördert den Dialog zwischen den jüdischen Gemeinden und der sächsischen Regierung.